# Quang Đồng
Quang Đồng là một xã thuộc tỉnh Nghệ An, Việt Nam. Xã được hình thành trên cơ sở sáp nhập các xã Đồng Thành, Kim Thành và Quang Thành của huyện Yên Thành trong đợt Sáp nhập tỉnh thành Việt Nam 2025.

## Địa lý
Xã Quang Đồng có vị trí địa lý:
- Phía Đông giáp xã Yên Thành, xã Quan Thành và xã Giai Lạc;
- Phía Nam giáp xã Quan Thành và xã Vân Du;
- Phía Tây giáp xã Vân Du và xã Tân Kỳ;
- Phía Bắc giáp xã Giai Lạc và xã Tân Kỳ.

Xã Quang Đồng có diện tích tự nhiên 75,61 km².

## Hành chính và tên gọi
Xã Quang Đồng được thành lập theo Nghị quyết số 1678/NQ-UBTVQH15 của Ủy ban Thường vụ Quốc hội Việt Nam, ban hành ngày 16 tháng 6 năm 2025. Theo đó, sắp xếp toàn bộ diện tích tự nhiên, quy mô dân số của các xã Đồng Thành, Kim Thành và Quang Thành thuộc huyện Yên Thành trước đây thành một xã mới có tên gọi là xã Quang Đồng.
Trước đó, theo Đề án sắp xếp đơn vị hành chính cấp xã tỉnh Nghệ An, xã này là xã Yên Thành 6.
Sau sắp xếp xã có diện tích tự nhiên: 75,61 km², quy mô dân số: 22.364 người.